# Dimorfi
Dimorfi betyder tveformethed, det vil sige forekomst af to forskellige former hos en plante- eller dyreart eller  visse stoffers evne til at krystallisere på to måder.